# Anjinho
Anjinho é um personagem da Turma da Mônica, criado em 14 de maio de 1964 por Maurício de Sousa. Anjinho resgata pessoas de casos tais como cair no buraco.

## Aparência
É um anjo da guarda loirinho e que usa uma roupa azul. Assim como Mônica, Cascão e Magali, não usa sapatos.

## Primeira aparição
Anjinho foi criado em 14 de maio de 1964, na tira de jornal do Cebolinha.

## História
É o único personagem que voa da Turma da Mônica. É também o único personagem da turma que não é nem do sexo masculino, nem do sexo feminino, pois ele é um anjo e anjos não tem sexo. Ele também defende Mônica, quando o Cebolinha vai xingá-la ou fazer algum mal para ela. Enfim, protege todo mundo. Mas ele é controlado por um senhor, que é chefe dele e lhe dá ordens. Tanto que se ele não obedecer, ele acaba levando bronca ou até mesmo sendo demitido de seu trabalho de anjo, virando um menino comum, o que aconteceu em uma edição da Mônica, que é mais antiga da Editora Globo.